# Leidingshof

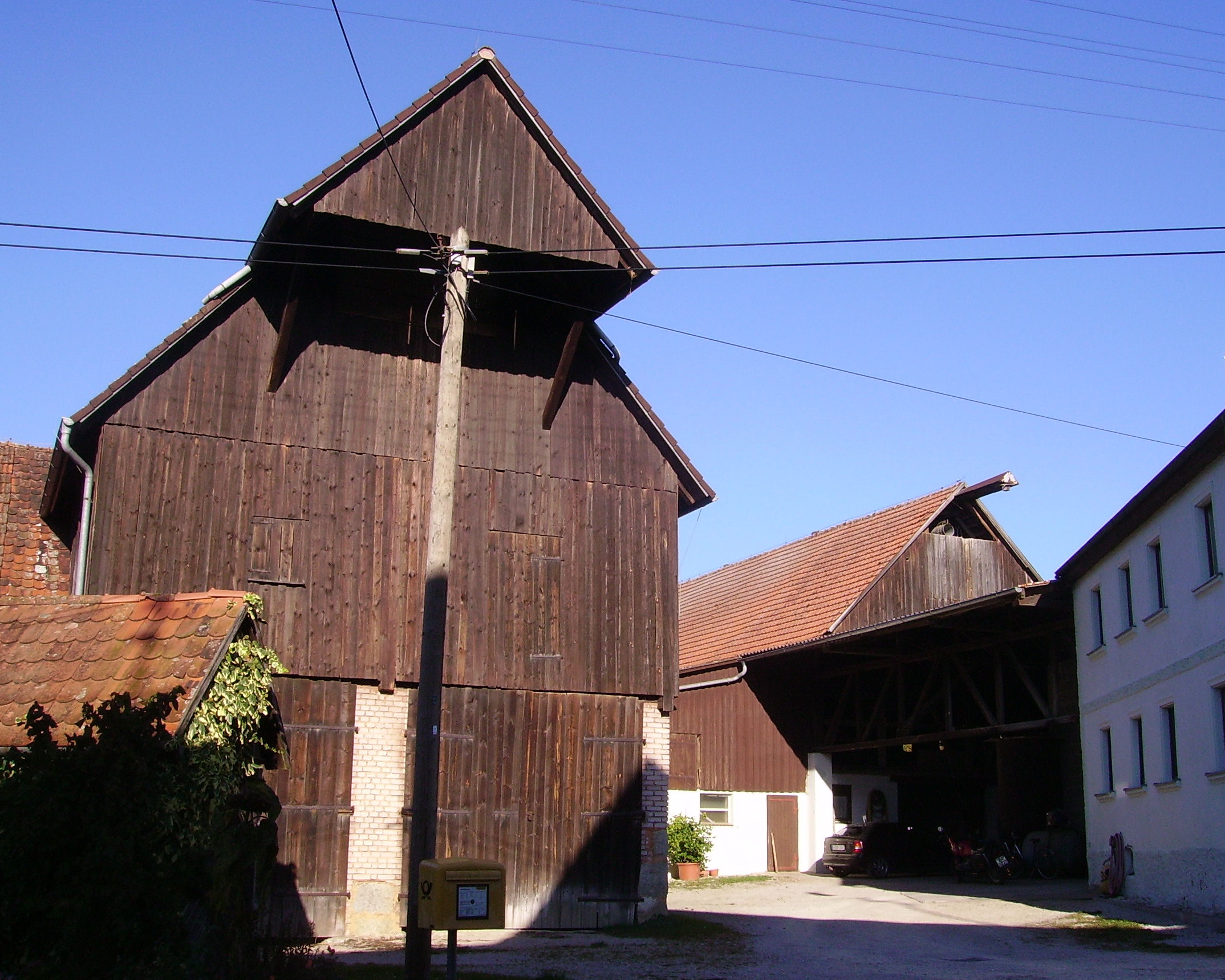
Scheunen in Leidingshof

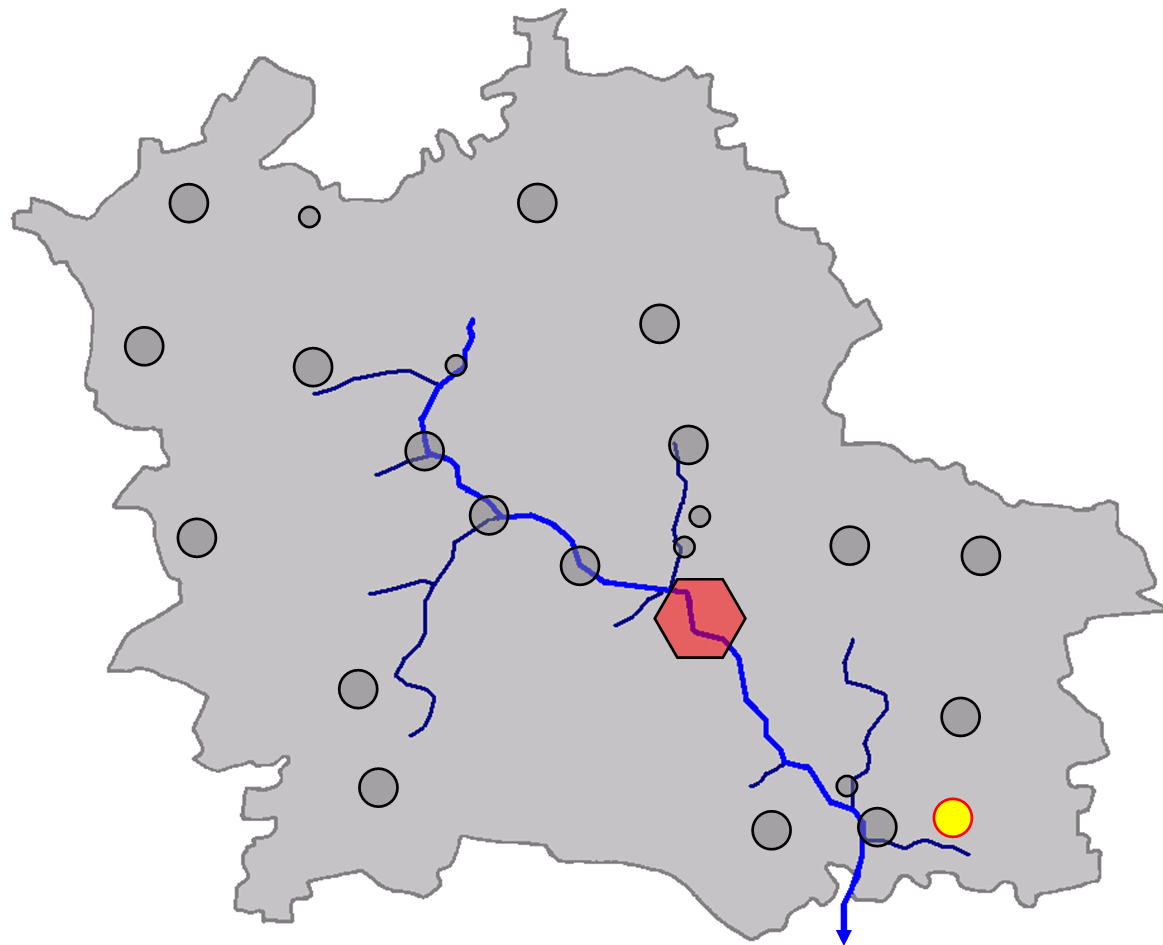
Lage von Leidingshof im Markt Heiligenstadt in Oberfranken

Leidingshof ist ein Gemeindeteil des Marktes Heiligenstadt i.OFr. im oberfränkischen Landkreis Bamberg in Bayern. Das Dorf hat 40 Einwohner und liegt in der Fränkischen Schweiz auf 450 m ü. NHN im südöstlichsten Winkel des Landkreises Bamberg.

## Geschichte
Die erste urkundliche Erwähnung stammt aus dem Jahr 1405, als Bischof Albrecht von Bamberg dem Ulrich Motschiedler aus besonderen Gnaden alle die Güter zu Obernfeilbrunn, die bereits dessen Ahnherr und Vater innehatte, verlieh.
Ursprünglich hieß die Siedlung Oberfeilbrunn, das heißt, oberhalb von Veilbronn. Die Bezeichnung „Leitenhof“ tauchte erstmals im Jahr 1456 auf.
In Biedermanns Topographischer Beschreibung aus dem Jahr 1752 wird Leidingshof folgendermaßen geschildert:
„Laitenhof eine Schäferey und Dörflein von 8 Haushaltungen auf der Höhe unter dem Amt Ebermannstadt, eine Stunde davon zwischen Streitberg, Veilbrunn, Siegritz und Gößmannsberg, davon die Schäferey nebst 6 anderen Untertanen dem Hochstift ins Kastenamt Ebermannstadt, ein Mann aber dem Baron v. Seckendorff zum Draindorfer Eigentum und Ritterort Gebürg gehörig.
Die Dorfsherrschaft, den Zehenden und die Gerichtsbarkeit hat das Amt, hingegen exercirt die hohe und niedere Jagd der Baron v. Seckendorff vom Schloß Unterleinleiter aus auf der Marckung. Sämtliche Untertanen stunden in vorigen Zeiten denen v. Streitberg ins Schloß Veilbrunn und herrschaftlichem Haus Draindorf zu. Die Einwohner bekennen sich zur evangelischen Religion und pfarren auch zur evangelischen Kirche nach Heiligenstadt.“